# Distrito de Castelo Branco
El distrito de Castelo Branco es uno de los dieciocho distritos que forman Portugal. Con capital en la ciudad homónima, limita al norte con Guarda, al este con España, al sur con Portalegre y Santarém, y al oeste con Leiría y Coímbra.
Pertenece a la provincia tradicional de la Beira Baixa (mitad sur de la Beira Interior). Área: 6615,7 km² (4.º mayor distrito portugués). Población residente (2011): 196 264 habs. Densidad de población: 29,67 hab./km².

## Geografía
El distrito de Castelo Branco está dominado por tres estructuras fundamentales: la región del valle del Tejo, al sur, es una región de altitudes moderadas (entre los 200 y 400 m) y pocos accidentes orográficos. Al norte, se extiende de nordeste a sudoeste una segunda región, bastante más accidentada, que comprende las sierras de Alvelos, la Sierra de Muradal, la Sierra de Gardunha (1227 m) y la Sierra de Malcata, que tiene su mayor extensión ya en el distrito de Guarda. Aquí se ubica la Reserva Natural de Sierra de Malcata, uno de los santuarios del Lince ibérico. Al noroeste de esta área, la Cova da Beira corresponde al valle del río Cécere y de algunos de sus afluentes. La región oeste del distrito también acompaña al valle del Cécere, descendiendo hasta las alturas del Alvelos. Pertenece también al distrito la mayor parte de la vertiente sudeste de la sierra da Estrela.
Con el distrito totalmente integrado en la cuenca hidrográfica del río Tejo, los principales ríos son, aparte del propio Tejo, afluentes de este o afluentes de los afluentes. El destaque va, naturalmente, para el Cécere y para sus afluentes, en especial el río Paul, el río Meimoa y la riera de Sertã. Otros ríos relevantes son el río Ocreza, el río Ponsul y el río Erjas, que sirve de frontera con España a lo largo de más de 40 km. Todos estos ríos fluyen más o menos en la misma dirección, de nordeste a sudoeste, con excepción del Erges, cuyo curso es predominantemente de norte a sur.
En cuanto a la orografía, las mayores altitudes se sitúan en la sierra da Estrela, con la frontera del distrito quedando muy próxima a la máxima altitud del Portugal continental (1993 m). También en los límites del distrito se encuentran otras cimas de importancia: el punto más elevado de la sierra de Açor (1418 m) está en la frontera con el distrito de Coímbra, y la segunda mayor elevación de la sierra de Malcata (1072 m) está en el límite con el distrito de Guarda, muy cerca de España. En el interior del distrito, los puntos más elevados son las cumbres de Gardunha (1227 m), de Alvelos (1084 m) y de Muradal (912 m).
Si bien el embalse de Castelo do Bode queda fuera en su mayor parte de los límites del distrito de Castelo Branco, acaba aun así por ser la mayor extensión represada del distrito. Otros embalses de interés son: en el Cécere el de Bouçã y el de Cabril, y en la Tajo el Embalse de Cedillo en la frontera hispano-portuguesa.

## Subdivisiones
El distrito de Castelo Branco se subdivide en los siguientes 11 municipios:
- Belmonte
- Castelo Branco
- Covillana
- Fundão
- Idanha-a-Nova
- Oleiros
- Penamacor
- Proença-a-Nova
- Sertã
- Vila de Rei
- Vila Velha de Ródão

En la actual división regional de Portugal, el distrito está integrado en la Región Centro y dividido en tres subregiones, una de ellas integrando un municipio perteneciente al distrito de Santarén: Beira Interior Sul, Cova da Beira y Pinhal Interior Sul. En resumen:
- Región Centro
  - Beira Interior Sul
    - Castelo Branco
    - Idanha-a-Nova
    - Penamacor
    - Vila Velha de Ródão

  - Cova da Beira
    - Belmonte
    - Covillana
    - Fundão

  - Pinhal Interior Sul
    - Oleiros
    - Proença-a-Nova
    - Sertã
    - Vila de Rei